# Ovactis aequatorialis
Ovactis aequatorialis is een Cerianthariasoort uit de familie van de Arachnactidae. De wetenschappelijke naam van de soort is voor het eerst geldig gepubliceerd in 1897 door Van Beneden.